# Patrick Beegan
Patrick Beegan (irisch: Pádraig Ó Beagáin; * 26. Mai 1895 im Townland Oatfield, Cappataggle, County Galway; † 2. Februar 1958) war ein irischer Politiker der Fianna Fáil (FF), der zwischen 1932 und seinem Tode 1958 Mitglied des Dáil Éireann war, des Unterhauses des Parlaments (Oireachtas) der Republik Irland. Er bekleidete zudem Posten als Parlamentarischer Sekretär in verschiedenen Regierungen.

## Leben
Patrick Beegan, Sohn des Viehhirten John Beegan und der Ehefrau Mary Stephenson, kandidierte bei den Wahlen am 16. Februar 1932 für die Fianna Fáil (FF) im Wahlkreis Galway erstmals für ein Mandat im Dáil Éireann, des Unterhauses des Parlaments (Oireachtas) der Republik Irland, und wurde mit 5230 Stimmen (7,91 Prozent) zum Abgeordneten (Teachta Dála) gewählt. Er vertrat diesen Wahlkreis nach seiner Wiederwahl am 24. Januar 1933 bis zum 1. Juli 1937. Er bewarb sich bei den 1. Juli 1937 im Wahlkreis Galway East für seine Wiederwahl und wurde mit 7978 Stimmen (23,54 Prozent) wieder zum Teachta Dála gewählt. Er vertrat diesen Wahlkreis nach seinen Wiederwahlen am 17. Juni 1938, 23. Juni 1943 sowie am 30. Mai 1944 bis zum 4. Februar 1948.
Bei den Wahlen am 4. Februar 1948 wurde Beegan für die Fianna Fáil im wieder geschaffenen Wahlkreis Galway South mit 11.080 Stimmen (48,38 Prozent) abermals zum Mitglied des Dáil Éireann gewählt, dem er nunmehr nach seinen Wiederwahlen am 30. Mai 1951, 15. Dezember 1954 sowie 5. März 1957 bis zu seinem Tode am 2. Februar 1958 angehörte.
Am 13. Juni 1951 übernahm Patrick Beegan erstmals ein Regierungsamt und fungierte bis zum 2. Juni 1954 in der zehnten Regierung De Valera als Parlamentarischer Sekretär beim Finanzminister. In der elften Regierung De Valera fungierte er zwischen dem 20. März 1957 und seinem Tode am 2. Februar 1958 abermals als Parlamentarischer Sekretär beim Finanzminister. Sein Nachfolger als Parlamentarischer Sekretär beim Finanzminister wurde Gerald Bartley, während die durch seinen Tode notwendig gewordene Nachwahl (By-election) im Wahlkreis sein Neffe Anthony Millar für die Fianna Fáil gewann.